# Le Prof (film, 2000)
Pour les articles homonymes, voir Le Prof.
Pour plus de détails, voir Fiche technique et Distribution.
Le Prof est un film français, réalisé par Alexandre Jardin, sorti en 2000.

## Synopsis
Deux amis, professeurs dans un même lycée, n'ont pas la même vision de leur métier, et cherchent, chacun à leur façon, à aider leurs élèves.

## Fiche technique
- Réalisation : Alexandre Jardin
- Scénario : Alexandre Jardin d'après son roman Le Petit Sauvage
- Décors : Jean-Pierre Bazerolle
- Costumes : Catherine Bouchard
- Photographie : Manuel Teran
- Musique : Jean-Claude Petit
- Producteur : Alain Terzian
- Sociétés de production :     Alter Films, Canal+, France 2 Cinéma
- Pays de production :  France
- Langue originale : français
- Année de production : 1999
- Format : couleurs - Dolby SRD
- Genre : comédie
- Durée : 100 minutes
- Dates de sortie :
  - France : 12 avril 2000
  - Japon : 25 juin 2000 (Festival du film français)

## Distribution
- Jean-Hugues Anglade : Alexandre
- Yvan Attal : Hippolyte
- Hélène de Fougerolles : Manon
- Odette Laure : Mamie
- Jean-Marie Winling : Le proviseur
- Thierry Lhermitte : Le recteur
- Jean-Louis Richard : Père Alexandre
- Dominique Besnehard : Julien
- Aïssa Maïga : Julie
- Samuel Dupuy : Samuel
- Jocelyn Quivrin : Franck
- Charlotte Becquin : Charlotte
- Charly Sergue : Martin
- Albert Delpy : Le conseiller d'éducation
- Vernon Dobtcheff : Patte Folle
- Natacha Amal : La prof BCBG
- Élodie Navarre : Pauline

## Autour du film
- Certaines scènes ont été tournées au Lycée Louis-le-Grand.